# Herbiphantes
Herbiphantes es un género de arañas araneomorfas de la familia Linyphiidae. Se encuentra en el Este de Asia y en Rusia en el óblast de Sajalin.

## Lista de especies
Según The World Spider Catalog 12.0:
- Herbiphantes cericeus (Saito, 1934)
- Herbiphantes longiventris Tanasevitch, 1992
- Herbiphantes pratensis Tanasevitch, 1992